# Elecciones federales de Suiza de 2015
Las elecciones federales de Suiza de 2015 se celebraron en dos etapas. La primera de ellas se llevó a cabo el 18 de octubre, en esa fecha se eligió al Consejo Nacional (Cámara Baja) y se realizó la primera vuelta de las votaciones para el Consejo de los Estados (Cámara Alta). El 22 de noviembre se desarrolló la segunda vuelta en varios cantones, donde se confirmaron algunos representantes en el Senado.
Los resultados electorales mostraron un cambio en las preferencias políticas de los votantes, quienes le otorgaron la victoria a la Unión Democrática de Centro, conocida también como Partido Popular Suizo (SVP/UDC), además de aumentar el apoyo a las tres fuerzas políticas más importantes del país: el SVP, el Partido Socialista Suizo (SP) y los liberales del Partido Liberal Radical Suizo (FDP). Las nuevas tendencias entre los electores se vieron influenciadas ante la preocupación por la llegada de inmigrantes extranjeros que motivaron un aumento de apoyo a las organizaciones políticas de derecha.
En los comicios de 2015 se destacó el récord conseguido por el SVP, que obtuvo 65 diputados, es decir, un tercio del total de asientos disponibles en el Consejo Nacional. Los populares recibieron la proporción de votos más alta desde 1919, cuando se introdujo el sistema de representación proporcional en el país, el partido de derechas también consiguió el mayor número de asientos en la Cámara Baja desde 1963, año en que se estableció el número de 200 diputados.

Fuerza más votada por cantón en las elecciones de 2015.

El 9 de diciembre se llevaron a cabo las elecciones al Consejo Federal.

## Sistema electoral
Los 200 miembros del Consejo Nacional, fueron elegidos por mayoría en cinco circunscripciones uninominales, y por representación proporcional en 21 distritos electorales con múltiples miembros. Las 26 circunscripciones y distritos se asignaron de forma coincidente con los 26 cantones del país. Las elecciones se llevaron a cabo utilizando el sistema de listas abiertas, donde los votantes podían elegir los nombres presentes en las listas de partidos, los electores también pudieron repartir su voto entre varios candidatos de diferentes organizaciones (en un sistema conocido como panachage) o elaborar su propia lista en una boleta en blanco. Los asientos se asignan utilizando el sistema Hagenbach-Bischoff.
Los 46 miembros del Consejo de los Estados fueron elegidos en 20 circunscripciones con dos representantes (representando a los 20 cantones) y seis circunscripciones de un solo miembro (representando a los seis semicantones). En el Jura y en Neuchâtel las elecciones se realizaron mediante representación proporcional, mientras que las 24 restantes utilizan el sistema mayoritario.

## Contendientes
Los partidos que participaron en las elecciones fueron los siguientes
| Partido Político                      | Líder                       | Ideología                   |
| ------------------------------------- | --------------------------- | --------------------------- |
| Unión Democrática de Centro (UDC)     | Toni Brunner                | Derecha                     |
| Partido Socialista (PSS)              | Christian Levrat            | Centroizquierda e izquierda |
| Partido Liberal Radical Suizo (PLR)   | Philipp Müller              | Centroderecha               |
| Partido Demócrata Cristiano (PDC)     | Christophe Darbellay        | Centro y Centroderecha      |
| Los Verdes (LVs)                      | Adèle Thorens y Regula Rytz | Izquierda                   |
| Verdes Liberales (VLib)               | Martin Bäumle               | Centro                      |
| Partido Burgués Democrático (PBD)     | Martin Landolt              | Centro y Centroderecha      |
| Partido Popular Evangélico (PPE)      | Marianne Streiff            | Centro                      |
| Liga de Tesino (Lega)                 | Attilio Bignasca            | Derecha                     |
| Alternativa Izquierda (AI)            | Frédéric Charpié            | Izquierda                   |
| Unión Democrática Federal (UDF)       | Hans Moser                  | Derecha                     |
| Partido Social Cristiano (PSC)        | Marius Achermann            | Centroizquierda             |
| Movimiento Ciudadano de Ginebra (MCG) | Roger Golay                 | Derecha                     |

## Resultados

### Consejo Nacional
| | Unión Democrática de Centro (UDC)     | 740,967                          | 29.4 | +2.8 | 65  | 32.5 | +11 |
| | Partido Socialista (PSS)              | 475,071                          | 18.8 | +0.1 | 43  | 21.5 | −3  |
| | Partido Liberal Radical Suizo (PLR)   | 413,444                          | 16.4 | +1.3 | 33  | 16.5 | +3  |
| | Partido Demócrata Cristiano (PDC)     | 293,653                          | 11.6 | −0.7 | 27  | 13.5 | −1  |
| | Los Verdes (LVs)                      | 177,944                          | 7.1  | −1.3 | 11  | 5.5  | −4  |
| | Verdes Liberales (VLib)               | 116,641                          | 4.6  | −0.8 | 7   | 3.5  | −5  |
| | Partido Burgués Democrático (PBD)     | 103,476                          | 4.1  | −1.3 | 7   | 3.5  | −2  |
| | Partido Popular Evangélico (PPE)      | No disponible el número de votos | 1.9  | −0.1 | 2   | 1.0  | 0   |
| | Unión Democrática Federal (UDF)       | No disponible el número de votos | 1.2  | −0.1 | 0   | –    | 0   |
| | Alternativa Izquierda (AI)            | No disponible el número de votos | 1.2  | +0.3 | 0   | –    | 0   |
| | Liga de Tesino (Lega)                 | No disponible el número de votos | 1.0  | +0.2 | 2   | 1.0  | 0   |
| | Solidaridad                           | No disponible el número de votos | 0.5  | +0.2 | 0   | –    | 0   |
| | Partido Suizo del Trabajo (PST)       | No disponible el número de votos | 0.4  | –0.1 | 1   | 0.5  | +1  |
| | Movimiento Ciudadano de Ginebra (MCG) | No disponible el número de votos | 0.3  | −0.1 | 1   | 0.5  | 0   |
| | Partido Social Cristiano (PSC)        | No disponible el número de votos | 0.2  | −0.1 | 0   | –    | 0   |
| | Demócratas Suizos (DS)                | No disponible el número de votos | 0.1  | –0.1 | 0   | –    | 0   |
| | Otros                                 | No disponible el número de votos | 2.4  | +0.2 | 1   | 0.5  | 0   |
| Total | Total                                 | 2,521,502                        | 100  | 0    | 200 | 100  | 0   |
| Votantes registrados/participación                                                                            | Votantes registrados/participación    | 5,295,506                        | 48.4 | –    | –   | –    | –   |
| Fuente: Statistics Switzerland, Elections 2015 Archivado el 22 de diciembre de 2015 en Wayback Machine., IFES |                                       |                                  |      |      |     |      |     |

### Consejo de los Estados
|                                | Partido Demócrata Cristiano (PDC)   | 13 | 13 | 0  |
|                                | Partido Liberal Radical Suizo (PLR) | 11 | 13 | +2 |
|                                | Partido Socialista (PSS)            | 11 | 12 | +1 |
|                                | Unión Democrática de Centro (UDC)   | 5  | 5  | 0  |
|                                | Los Verdes (LVs)                    | 2  | 1  | −1 |
|                                | Partido Burgués Democrático (PBD)   | 1  | 1  | 0  |
|                                | Verdes Liberales (VLib)             | 2  | 0  | −2 |
|                                | Independiente                       | 1  | 1  | 0  |
| Total                          | Total                               | 46 | 46 | 0  |
| Fuente: Statistics Switzerland |                                     |    |    |    |

## Elección del Consejo Federal
El 9 de diciembre se llevó a cabo la elección del Consejo Federal, organismo que se encarga de las tareas que realiza el Poder ejecutivo en la mayoría de las democracias del mundo. El gobierno está formado por siete miembros llamados «consejeros federales», los cuales son elegidos separadamente por un período de 4 años con posibilidad de reelección. Si un Consejero se retira antes del vencimiento de su cargo, su sucesor será elegido en asamblea aunque no sean las elecciones de renovación. Los consejeros son electos por la Asamblea Federal.
El presidente del Consejo y su sucesor, el vicepresidente, son elegidos por la por un mandato de un año. La tradición pide que los partidos se turnen y que los consejeros más antiguos tengan la prioridad; esto quiere decir que un consejero elegido en un año no puede ser presidente hasta que los más antiguos del consejo hayan pasado por lo menos una vez por la presidencia. Lo habitual es que los cuatro partidos más importantes del país tengan presencia en el Consejo Federal.

### Consejeros Federales antes de 2015
Los consejeros, en orden decreciente de antigüedad, incluyendo la afiliación a partidos políticos y la jefatura de Departamento que tenían en el momento de la elección son los siguientes:
- Doris Leuthard (PDC), de Argovia, responsable del Departamento Federal de Medio Ambiente, Transporte, Energía y Comunicación,
- Eveline Widmer-Schlumpf (PBD), de los Grisones, jefa del Departamento Federal de Finanzas (no se postuló a la reelección),
- Ueli Maurer (UDC), de Zúrich, jefe del Departamento Federal de Defensa, Protección de la Población y Deportes,
- Didier Burkhalter (PLR), de Neuchâtel, jefe del Departamento Federal de Asuntos Exteriores,
- Simonetta Sommaruga (PSS), de Berna, jefe del Departamento Federal de Justicia y Policía,
- Johann Schneider-Ammann (PLR), de Berna, jefe del Departamento Federal de Economía, Formación e Investigación.
- Alain Berset (PSS), de Friburgo, jefe del Departamento Federal del Interior.

### Resultados 2015
Cada consejero fue sometido a un proceso de elección para la ratificación de su puesto o su sustitución en caso de ser derrotado. En 2015 se dio la renuncia de la consejera Eveline Widmer-Schlumpf, por lo que fue necesaria la realización de un proceso para designar a un sustituto.

#### Asiento ocupado por Doris Leuthard
Doris Leuthard (PDC) fue reelegida en la primera ronda de votación.
|                                     | Primera Ronda |
| ----------------------------------- | ------------- |
| Doris Leuthard                      | 215           |
| Votos recibidos para otras personas | 19            |
| Votos emitidos                      | 245           |
| Votos nulos                         | 3             |
| Votos en blanco                     | 8             |
| Votos válidos                       | 234           |
| Mayoría Absoluta                    | 118           |

#### Asiento ocupado por Ueli Maurer
Ueli Maurer (UDC) fue reelecto en la primera votación tras derrotar a Thomas Hurter.
|                                     | Primera Ronda |
| ----------------------------------- | ------------- |
| Ueli Maurer                         | 173           |
| Thomas Hurter                       | 10            |
| Votos recibidos para otras personas | 27            |
| Votos emitidos                      | 245           |
| Votos nulos                         | 3             |
| Votos en blanco                     | 32            |
| Votos válidos                       | 210           |
| Mayoría Absoluta                    | 106           |

#### Asiento ocupado por Didier Burkhalter
Didier Burkhalter (PLR) fue reelecto en la primera ronda.
|                                     | Primera Ronda |
| ----------------------------------- | ------------- |
| Didier Burkhalter                   | 217           |
| Votos recibidos para otras personas | 14            |
| Votos emitidos                      | 244           |
| Votos nulos                         | 0             |
| Votos en blanco                     | 13            |
| Votos válidos                       | 231           |
| Mayoría Absoluta                    | 116           |

#### Asiento ocupado por Simonetta Sommaruga
Simonetta Sommaruga (PSS) fue ratificada en la primera ronda de votaciones.
|                                     | Primera Ronda |
| ----------------------------------- | ------------- |
| Simonetta Sommaruga                 | 182           |
| Daniel Jositsch                     | 11            |
| Votos recibidos para otras personas | 28            |
| Votos emitidos                      | 245           |
| Votos nulos                         | 5             |
| Votos en blanco                     | 19            |
| Votos válidos                       | 221           |
| Mayoría Absoluta                    | 111           |

#### Asiento ocupado por Johann Schneider-Ammann
Johann Schneider-Ammann (PLR) fue reelecto en la primera ronda.
|                                     | Primera Ronda |
| ----------------------------------- | ------------- |
| Johann Schneider-Ammann             | 191           |
| Votos recibidos para otras personas | 28            |
| Votos emitidos                      | 244           |
| Votos nulos                         | 2             |
| Votos en blanco                     | 23            |
| Votos válidos                       | 219           |
| Mayoría Absoluta                    | 110           |

#### Asiento ocupado por Alain Berset
Alain Berset (PSS) fue ratificado en la primera ronda de votación.
|                                     | Primera Ronda |
| ----------------------------------- | ------------- |
| Alain Berset                        | 210           |
| Votos recibidos para otras personas | 23            |
| Votos emitidos                      | 243           |
| Votos nulos                         | 2             |
| Votos en blanco                     | 8             |
| Votos válidos                       | 233           |
| Mayoría Absoluta                    | 117           |

#### Asiento vacante
En el asiento vacante tras la renuncia de Widmer-Schlumpf se presentaron cinco candidatos. Finalmente fue elegido Guy Parmelin, de la Unión Democrática de Centro, después de superar tres rondas de votaciones.
|                                     | Ronda 1 | Ronda 2 | Ronda 3 |
| ----------------------------------- | ------- | ------- | ------- |
| Guy Parmelin                        | 90      | 117     | 138     |
| Thomas Aeschi                       | 61      | 78      | 88      |
| Norman Gobbi                        | 50      | 30      | 11      |
| Thomas Hurter                       | 22      | -       | -       |
| Viola Amherd                        | 16      | -       | -       |
| Votos recibidos para otras personas | 4       | 14      | -       |
| Votos emitidos                      | 245     | 244     | 243     |
| Votos nulos                         | 0       | 0       | 0       |
| Votos en blanco                     | 2       | 5       | 6       |
| Votos válidos                       | 243     | 239     | 237     |
| Mayoría Absoluta                    | 122     | 120     | 119     |

### Elección del canciller

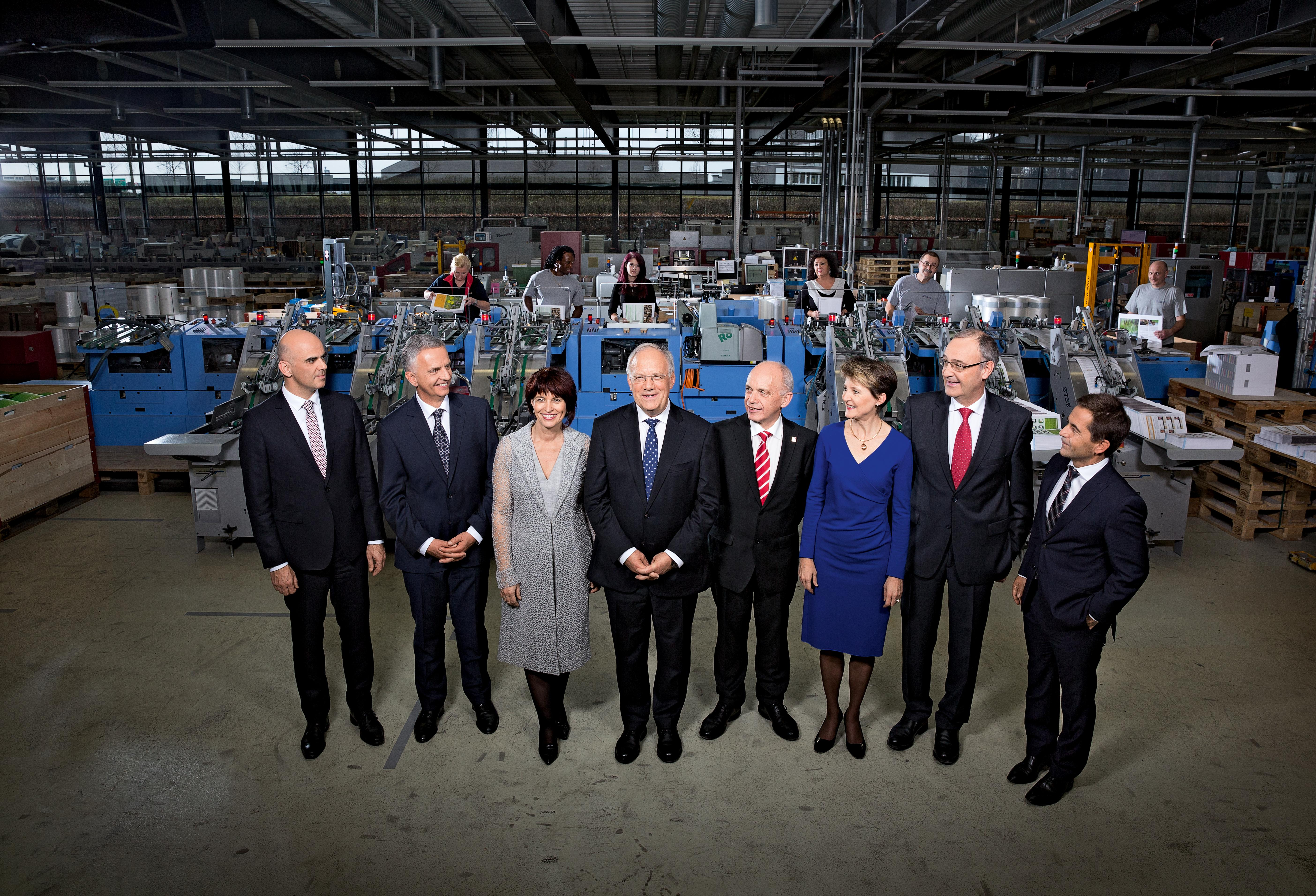
Fotografía Oficial del Consejo Federal Suizo.
Desde la izquierda: Alain Berset (Vicepresidente de la Confederación en 2017), Didier Burkhalter, Doris Leuthard (Presidenta de la Confederación en 2017), Johann Schneider-Ammann, Ueli Maurer, Simonetta Sommaruga, Guy Parmelin, y el Canciller Federal Walter Thurnherr.

En la misma fecha, fue elegido como Canciller de la Confederación Suiza, Walter Thurnherr, del Partido Demócrata Cristiano, quien inició sus funciones el día 1 de enero de 2016. Thurnherr fue elegido por 230 votos de los 240 representantes presentes en la Asamblea Nacional, por lo que sustituyó en el cargo a Corina Casanova.

### Composición del Consejo Federal desde 2016
Desde el 1 de enero de 2016, el consejo cuenta con un reparto de integrantes de la siguiente manera:
- 2 miembros del Unión Democrática de Centro: Ueli Maurer y Guy Parmelin.
- 2 miembros del Partido Socialista Suizo: Simonetta Sommaruga y Alain Berset.
- 2 miembros del Partido Liberal Radical Suizo: Didier Burkhalter y Johann Schneider-Ammann.
- 1 miembro del Partido Demócrata Cristiano de Suiza: Doris Leuthard.

#### Miembros del Consejo
- Doris Leuthard (PDC), jefa del Departamento Federal del Medio Ambiente, Transportes, Energía y Comunicación, en 2017 ejerce como Presidenta del Consejo, y, por ende, del país.
- Ueli Maurer (UDC), encargado del Departamento Federal de Finanzas.
- Didier Burkhalter (PLR), jefe del Departamento Federal de Asuntos Exteriores.
- Simonetta Sommaruga (PSS), encargada del Departamento Federal de Justicia y Policía.
- Johann Schneider-Ammann (PLR), jefe del Departamento Federal de Economía, Formación e investigación.
- Alain Berset (PSS), encargado del Departamento de Interior y Vicepresidente del Consejo Federal.
- Guy Parmelin (UDC), jefe del Departamento Federal de Defensa, Protección de la Población y Deportes.

## Elecciones
- Elecciones federales de Suiza de 1919
- Elecciones federales de Suiza de 1922
- Elecciones federales de Suiza de 1925
- Elecciones federales de Suiza de 1928
- Elecciones federales de Suiza de 1931
- Elecciones federales de Suiza de 1935
- Elecciones federales de Suiza de 1939
- Elecciones federales de Suiza de 1943
- Elecciones federales de Suiza de 1947
- Elecciones federales de Suiza de 1951
- Elecciones federales de Suiza de 1955
- Elecciones federales de Suiza de 1959
- Elecciones federales de Suiza de 1963
- Elecciones federales de Suiza de 1967
- Elecciones federales de Suiza de 1971
- Elecciones federales de Suiza de 1975
- Elecciones federales de Suiza de 1979
- Elecciones federales de Suiza de 1983
- Elecciones federales de Suiza de 1987